# ロバート・ルメイ
ロバート・ルメイ（Robert Lemay、1960年2月13日 - ）は、カナダの作曲家で、ソロ、室内楽、管弦楽の作品を手がけている。

## 初期と教育
モントリオールで生まれ育ったルメイは、ラヴァル大学で学び、フランソワ・モレル(François Morel)に師事して修士号（M。Mus）を取得。1994年にモントリオール大学でミシェル・ロンタン(Michel Longtin)のもとで博士号(D。Mus)を取得した。また、ニューヨーク州立大学バッファロー校に1年間留学し、デヴィッド・フェルダー(David Felder)に師事するとともにブライアン・ファーニホウ(Brian Ferneyhough)、ルイス・アンドリーセン(Louis Andriessen)、ドナルド・アーブ(Donald Erb)のセミナーに出席した。フランスでは、ボルドーのフランソワ・ロッセ(François Rossé) [fr]、パリのアトリエ・テアトル・エ・ミュージックでジョルジュ・アペルギス(Georges Aperghis)に師事した。

## 経歴
ルメイは「サクソフォンのレパートリーに重要かつ実質的な貢献をした」と評されている。彼の140以上の作品のうち、80はサクソフォンのための（または含む）作品で、ソロから大規模アンサンブルまで多岐にわたっている。1980年代後半からは、ジャン＝フランソワ・グアイ(Jean-François Guay)、ジャン＝ミシェル・グーリー )Jean-Michel Goury)、ジャン=マリー・ロンデックス (Jean-Marie Londeix)といったサクソフォン・アーティスト達と共同制作を行っている。
2000年以降、ルメイはオンタリオ州サドバリーに居住し、2000年から2021年までローレンシャン大学で教えていた。また、1996年から1997年にはサスカチュワン大学で客員教授として教えてた。
2004年から2018年まで、ルメイはサドバリーのファイブペニー・ニューミュージック・コンサートの代表兼芸術監督を務め、シルバー・バーチ弦楽四重奏団(Silver Birch String Quartet)と幅広く活動した。
ルメイは2008年から2010年までサドバリー交響楽団のコンポーザー・イン・レジデンスを務めていた。

## 作曲家としてのスタイル
Grisey)のスペクトル技法、オリヴィエ・メシアン(Olivier Messiaen)やイアニス・クセナキス(Iannis Xenakis)のモード的アプローチ、エリオット・カーター(Elliott Carter)のリズム変調に影響を受けてきた無調の作曲家である。また彼はメロディ素材の作成プロセスについて述べている。
また、演奏会場のレイアウト、空間演出、ジェスチャー、演奏者の振舞いや存在感など、演奏会場の扱いも様式上の関心事であり、これもルメイの論文や他の著作の主題である。
ルメイのソロ作品のうち、「アリアナ、カブール(Ariana, Kaboul)」（アルト・サクソフォン）と「クラップ(Clap)」（クラリネット）では、拡張奏法の採用が詳細に分析されている。
また、ルメイは学生のために『6 ウシェブティス(6 Ushebtis)』（ピアノ）、『トレイン　ミニチュア(Train miniature)』（クラリネット）、『ビート　ザ　ドラム(Beat the Drum)』（アルトサクソフォン）などの作品を書いている。

## 受賞歴
ルメイは、以下のような国内外の作曲コンクールで受賞している。
- 第2位 2007年。 『マーレ・トランキリータティスIII』’’Mare Tranquilitatis III’’。国際* 作曲賞（ルクセンブルク）[21][22]
- 第2位2006年。 『風から波へ』’’De brises en ressac’’。カジミエシュ・セロツキ国際* 作曲家コンクール（ポーランド）[23]
- 第1位2004年。 『ラマラ』’’Ramallah’’。ハレルベーク・ムジークスタッド・ウィンド・アンサンブル・コンクール（ベルギー）[24][25][26]
- サー・アーネスト・マクミラン賞。1988年。 動かぬ飛翔La fuite immobile。CAPAC。
- ロドルフ・マチュー賞。1988年。 孤独の眼差し　Les yeux de la solitude。CAPAC。

## 作品紹介
以下の書誌は、作品名、作曲年、楽器、出版社（該当する場合）、初演者、会場、日付の順に並んでいます。未発表の作品はカナディアン・ミュージック・センター（CMC）にあります。また、CMCミュージック・ライブラリーには彼の全作品がある。

### ソロ、デュオ
- トランジション・マイセリアンヌ 2024. ビデオ詩。詩と映像：ティエリー・ディマンシュ、音楽：ロベール・ルメイ。音楽は2023年にMycéliumとして出版された。ピアノ。ドーベルマン・イッパン版。
- インターバル・フィックス 2023. アルトサックス、パーカッション. 初演： ベント・フリークエンシー・デュオ・プロジェクト（ヤン・ベリー・ベイカー、サクソフォン、スチュアート・ガーバー、パーカッション）。2023年9月、ジョージア州立大学コプレフ・リサイタル・ホール。
- デュース6 Deuce 6。 2022年。 アルトサクソフォーン、バリトンサックス
- フィンガープリント Fingerprints。 2022年。 ヴァイオリン、ピアノ。
- デュース5 Deuce 5。2022年。 ソプラノサクソフォン、テナーサクソフォン。 初演: アルテラ・インデ（ディエゴ・カレテーロ、サラ・ザゾ）。サンホセ大学講堂（Auditorio Colegio San José）、ビジャフランカ・デ・ロス・バロス、スペイン。イベント カンタビレックス・ミュージカル・ミーティング（Encuentro Musical Cantabilex）、2022年7月。
- 期待度低め　Low Expectations。2022年。 バスサクソフォン。
- ノナンテ　Nonante。2021年。 サクソフォーン エディション・ビロドウ、コレクション・サクシアナ。プルミエール 財部真奈（サクソフォン）。イベント。Londeix: une vie pour le saxophone、 Conservatoire de Boulogne-Billancourt、 France、2022年１月。
- 競り合い Au coude-à-coude 2021年。 ファゴット、ピアノ。 ノート・アン・ブルÉditions。
- 共有されたビジョン Shared Visions。 2021年。 クラリネット、ピアノ。 ノートアンブルエディションズ。
- プレイオフ Play-Off。 2021年。 オーボエ、ピアノ。 ノートアンブルエディション。
- 平衡点 Point d'équilibre。 2021年。 フルート、ピアノ。 ノートアンブルエディション。 初演: スティーブン・タム（フルート）; ユンヘ・ユニス・パーク（ピアノ）。 オンライン演奏。2022年2月、オンタリオ州リッチモンドヒル。
- ディープ・ダウン Deep Down。 2020年。 テューバ、ピアノ。 ノートアンブルÉditions。
- ラストコール　Last Call。 2020年。 フレンチホルン、ピアノ。 ノートアンブルエディションズ。
- 竪琴の弓L'arc de la lyre。2020。 ハープ、ピアノ。 初演: クリスタン・トッコ（ハープ）、ジャレッド・テーセ（ピアノ）。 オンライン演奏。アリゾナ州立大学、テンペ、アリゾナ州、2022年2月。
- 一生懸命に　À bout de bras。 2020年。 トロンボーン、ピアノ。 ノート・アン・ブル・エディションズ
- ブレイクポイント　Break Point。 2020年。 B♭トランペット、ピアノ。 ノートアンブルエディションズ。
- 独白Soliloques。2020年。 アルトサクソフォン。 ノートアンブルエディションズ[27]
- 高まる期待　High Expectations。2020年。 ソプラニーノ・サクソフォン。ドーベルマン-イッパンÉditions。 初演: アレクサンダー・リチャーズ（ソプラニーノ・サクソフォン）。北米サクソフォン連盟の第9地域会議、オンラインイベント、カルガリー大学、2021年3月。
- オフサイド　Hors-jeu。2019年。 バージョンB。 テナーサックス、バスクラリネット。
- オフサイドHors-jeu。 2019年。 テナーサクソフォン、ファゴット。初演。マヤ・グロスマン（ファゴット）、アンドリュー・ホスラー（テナー・サクソフォーン コンサート・シリーズ。The_____Experiment、 Stamps Auditorium、 University of Michigan、 Ann Arbor、 online event、 2021年11月。
- 短期間À court terme。 2019年。 B♭ クラリネット、チェロ。初演。ジェラルディーヌ・ファストレ（クラリネット）、ブルーノ・イスピオラ（チェロ）。オスモセ・フェスティバル2019、アントレラ・ドゥ・カルチュレル・デヴェール、ブリュッセル、2019年11月。
- 不具合な言い訳 Faux-fuyant。 2019年。 ソプラノサックス、オーボエ。ノート・アン・ブル・エディションズ プルミエール。アヴァ・ヴィルト（オーボエ）、アンドリュー・ホスラー（ソプラノ・サックス）。Kadupal Festival、 Stamps Auditorium、 University of Michigan、 Ann Arbor、 online event、 September 2021。
- 慎重なプロセス　Un processus discret。 2018年。 アルト・サクソフォーン、ギター。Éditions Doberman-Yppan。 プルミエール。デュオ・イカルス（アルベルト・プラザ、ギター、アルフォンソ・パディージャ、サクソフォン）。IX Festival de Música Contemporánea Encuentros Sonoros、 Espacio Turina de Sevilla、 Seville、 Spain、 January 2020（2020年1月）。
- ダブル・フォールト Double Fault。2018年。 アルトサクソフォーン、B♭クラリネット。ノート・アン・ブルÉditions。プルミエール。Duo Entre-Nous (Jackie Glazier、 clarinet、 Don-Paul Kahl、 saxophone)(デュオ・アントレ・ヌー)。北米サクソフォン連盟2020年隔年会議。アリゾナ州立大学テンペ校、2020年3月。
- キフ・キフ Kif-Kif。2018年。 サクソフォン、スネアドラム。ノート・アン・ブルÉditions。 初演。ローグ・トゥー（アンドリュー・アレン、サックス、ゴードン・ヒッケン、スネア・ドラム）。2019年3月、テキサス州ウィチタフォールズ、ミッドウェスタン州立大学、エイキン講堂。
- トゥー・フォー・ワン Two for One。 2018年。 ソプラノ・サックス、B♭トランペット。ノート・アン・ブル・エディションズ。プルミエール。マエレン・セジュルネ（ソプラノ・サックス）、マチュー・デュック（トランペット）。オーディトリアム・デュ・コンセルヴァトワール・ド・レンヌ、レンヌ、フランス、2022年11月。
- タイブレーク2　Tie-Break 2。 2018年 アルトサックス、ヴァイオリン。ノート・アン・ブルÉditions。プルミエール。エマヌエーレ・ダルマーソ（サクソフォン）、アンドレア・マッテヴィ（ヴァイオリン）。Festival Contrasti 2019、 Sala della Fondazione Caritro、 Trento、 Italy、 March 2019。
- ポメス Pommes。 2018年。 パーカッション。ノート・アン・ブルÉditions。
- 対処法Déroulement。 2017年。 バリトン・サックス、ピアノ。
- 凍結した画像Arrêt sur image。 2017年。 アルトサクソフォン。エディション・ドーベルマン-イッパン。プルミエール。ウィリアム・マローン（サクソフォン 北米サクソフォン連盟隔年全国大会2018年、シンシナティ、2018年3月
- デュース4　Deuce 4。2017年。 バリトンサクソフォン（2）。レゾリュート・ミュージック・パブリケーションズ。初演。ジェフリー・ヴィッカーズ、ヘンリケ・ポルトヴェド（バリトン・サックス）。第18回世界サクソフォーン会議、ザグレブ、クロアチア、2018年7月。
- 低い癒し　バスレフ。2016年-2017年。 バリトン・サックス。ノート・アン・ブルÉditions。プルミエール。ジェフリー・デイベル（バリトン・サックス）。第18回世界サクソフォーン会議、ザグレブ、クロアチア、2018年7月。
- 薄い空気の中へInto Thin Air。2016年。 ソプラノ・サクソフォーン。Éditions Doberman-Yppan。 プルミエール。アンドリュー・アレン（ソプラノ・サックス）。第18回世界サクソフォーン会議、ザグレブ、クロアチア、2018年7月。
- 黒い破片Fragments noirs。 2016年。 ソプラノサクソフォン、アルトサクソフォン。ノート・アン・ブル・エディションズ。プルミエール。ノア・ミック、ドン＝ポール・カール、サクソフォン。チューリッヒ国際サックスフェスト、チューリッヒ、2017年3月[28]。
- 見つけ出すÀ découvert。 2015年-16年。 ヴァイオリン。ノート・アン・ブル・エディションズ。初演。クリスチャン・ロビンソン、ヴァイオリン。5ペニー・ニューミュージック・コンサート、サドバリー、2016年6月。
- 三角錐　Tri-angles。 2015年。 テナーサクソフォン。レゾリュート・ミュージック・パブリケーションズ。初演。ジェフリー・ヴィッカーズ、テナー・サックス。シェナンドー音楽院（ヴァージニア州ウィンチェスター）、2016年1月。
- 記憶と忘却Mémoire et oubli。2015年。 ピアノ。初演。廣田祥子（ピアノ）。2016年3月、ローレンシャン大学（サドバリー）。 カデンツァ　Cadenza。2014年。 ヴァイオリン。初演。クリスチャン・ロビンソン（ヴァイオリン）。サドバリー交響楽団コンサート、サドバリー、2015年3月。
- デュース3　Deuce 3。2014年。 ソプラノサクソフォーン（2）。レゾリュート・ミュージック・パブリケーションズ。初演。ジェフリー・ヴィッカーズ、ロドリゴ・ヴィラ、サクソフォーン。2015年2月、カルガリー大学エックハルト・グラマッテ・ホール。
- 鉄道模型Train miniature。2014年。 クラリネット。Éditions Doberman-Yppan、 Collection Jean-Guy Boisvert。 プルミエール。Jean-Guy Boisvert、 clarinet。 ゲスト・アーティスト・コンサート、ドン・ライト音楽学部、ウェスタン大学、ロンドン、オンタリオ州、2018年9月。
- デュース2　Deuce 2。2013年-14年。 テナーサクソフォーン（2）。レゾリュート・ミュージック・パブリケーションズ。初演。デュオ・ダントル・ドゥ（ニック・ズーレック、トミー・デイヴィス、サクソフォン）。2014年10月、オハイオ州ボウリング・グリーン、クレイズル・シアター。
- アスバカッチン ドリームキャッチャー（Asubakatchin Capteur des rêves/Dreamcatcher）。2013年。 ピアノ。
- 天狗舞　Tengu-Maï。2012年-13年。 ソプラノサクソフォーン、ピアノ。 レゾリュート・ミュージック・パブリケーションズ。 初演: ケネス・ツェー（サックス）、ケーシー・ジーン・ディールラム（ピアノ）。北米サクソフォン連盟隔年全国大会2018年、シンシナティ、2018年3月。
- グレーにグレー　（トリビュート　イヴ・ゴーシェ）　Gris sur gris (Hommage à Yves Gaucher)。 2012年-13年。 ヴァイオリン、ギター。初演。Duo46（ベス・イラナ・シュナイダー＝グールド、ヴァイオリン、マシュー・グールド、ギター）。5ペニー・ニューミュージック・コンサート、サドバリー、2014年3月。
- キー　Clés。2012年。 ミニチュア組曲。フルートのための6曲、フルート(2)のための2曲、フルートとピアノのための1曲。Note en Bulle Éditions。
- レッドシフト/ブルーシフト Redshift/Blueshift。 2012年。 バリトンサクソフォン、チェロ。 Note en Bulle Éditions（ノート・アン・ブル・エディションズ）。初演。CelloPhone (Nadia Klein、 cello、 Chelsea Shanof、 saxophone)。 ボート・アンド・バルーン、ヘリコニアン・ホール、トロント、2014年9月。
- 力ずくでManu Militari。2012年。 バージョンB。 クラリネット・イン・A、フルート。 初演。FL-AIR（トラヴィス・ジョーンズ、フルート、キップ・フランクリン、クラリネット）。国際木管デュオ・シンポジウム、サム・ヒューストン州立大学、ハンツビル、テキサス州、2018年4月。
- 力ずくでManu Militari。2011年。 アルト・サクソフォーン、フルート。レゾリュート・ミュージック・パブリケーションズ。初演。グリーンブルック・アンサンブル。 2014年 北米サクソフォン連盟隔年会議、University Of Illinois、 Urbana-Champaigne、 2014年3月。
- 引き分けTie-Break。2011年。 アルト・サクソフォーン、チェロ。初演: ウォレス・ハラデイ（サクソフォン）、メアリー＝キャサリン・フィンチ（チェロ）。コンタクト・コンテンポラリー・ミュージック、ギャラリー345、トロント、2011年9月。  親密な残響　Intimate Echoes 2011年。 テナーサクソフォーン、ピアノ。レゾリュート・ミュージック・パブリケーションズ。 初演: ジェフリー・ヴィッカーズ、サクソフォン、ヒー・キョン・ジュン、ピアノ。 サム・ヒューストン州立大学、テキサス州ハンツビル、2011年4月。
- デュース　Deuce。 2010年。 アルトサクソフォン（2）。 レゾリュート音楽出版。 初演: ブルック・フェリス＝フローレンス、ザカリー・プファウ、サクソフォン。 デイリー・ジャズ・コンサート・シリーズ、モンタナ州ミズーラ、2011年1月。
- 弓の向きCoups d'archet。 2008年。 ヴァイオリン。 ノート・アン・ブル・エディションズ。 初演: クリスチャン・ロビンソン、ヴァイオリン。ミュージック・バイ・ザ・シー・フェスティバル・コンサート、バンフィールド、バンクーバー島、2012年7月[29]
- 拍手　Clap。2008年。 Clarinet。 Note en Bulle Éditions。 初演: Rebecca Danard、 clarinet。 2011年年国際クラリネット協会会議、カリフォルニア州立大学ノースリッジ校、2011年8月。
- 恐怖のダンス　ポール・クレーへのトリビュートTanze vor Angst (Hommage à Paul Klee)。 2006。 ピアノ。 Note en Bulle Éditions。 初演: 廣田祥子（ピアノ）。 オタワ国際室内楽フェスティバル、2007年7月。
- アリアナ、カブール　Ariana, Kaboul。2005年。 アルト・サクソフォーン。 レゾリュート・ミュージック・パブリケーションズ。 初演: ミゲル・ロメロ・モラン、サクソフォン。 第14回世界サクソフォーン会議、リュブリャナ、スロベニア、2006年7月。
- 替え玉　スタントマン　Stuntman。 2005年。 トロンボーン。 初演。ジェームス・C・リーベンス、トロンボーン サル・アンリ・ギャニオン、ラヴァル大学、ケベック市、2005年。[30]
- モーテル組曲　Motel Suite。 2004年。 アルトフルート、バスクラリネットのためのバージョン。 初演: モーション・アンサンブル。 5ペニー・ニューミュージック・コンサート、 サドバリー、 2004年10月。
- モーテル組曲　Motel Suite。 2004年。 アルト・フルート、バリトン・サックスのためのバージョン。初演: デュオ・ゼファー。 2005年3月、フランス、ボルドー、国立レジオン・コンセルヴァトワールのアトリエの間。
- 6 ウシェブティス　6 Ushebtis。 2003年。 学生の作品（6）、ピアノ。 ノートアンブルエディション。
- 無制限　No Limits。 2003年。 Tubax (バスサクソフォン)。 初演: セルジュ・ベルトッキ（チューバックス）。 2003年8月、フランス、ポワトゥー＝シャラント、アンフィシアター・センター・ドゥ・リソース、ドゥ・ノウハウ・エ・ドゥ・パフォーマンス・スポーティヴ。
- モーテル組曲　Motel Suite。 2002年-2003年。 ソプラノサクソフォーン、バリトンサクソフォーン。 初演: スーザン・ファンチャー、マーク・エンゲブレッツォン、サクソフォーン。 ハンティントン・コンサート・シリーズ、サドバリー、2002年11月。
- それでも夜があるPourtant il y a la nuit。 2002年。 ヴァイオリン、チェロ。 ノートアンブルエディション。 初演: クリスチャン・ロビンソン（ヴァイオリン）、アレクサンドラ・リー（チェロ）。 2006年4月、サドバリー、シルバーバーチ・コンサート。
- 立体レリーフ Relief。 2001年。 クラリネット。 初演: ジャン＝ギ・ボワヴェール、 クラリネット。 サイモン・フレーザー大学、バンクーバー、2002年1月。
- ダイヤル M フォー。。。アルフレッド・ヒチコックへのトリビュート　Dial M for...hommage à Alfred Hitchcock。 2000 年。 ソプラノサクソフォン。 初演: ジャン＝フランソワ・グアイ、サクソフォン。 第13回世界サクソフォーン会議、ミネアポリス、2003年7月。
- 5つの練習曲　5 Études。 2000年。 アルト・サクソフォーン。 レゾリュート・ミュージック・パブリケーションズ。 初演: ジャン＝フランソワ・グアイ、サクソフォン。 アイオワ大学、アイオワシティ、2001年3月。
- テーベThèbes。 2000年。 ファゴットのためのバージョン。 初演: ミシェル・ベッツ、 ファゴット。 第29回国際ダブルリード会議、 ブエノスアイレス、 アルゼンチン、 2000年8月。
- テーベThèbes。 2000年。 バリトン・サックス。 初演: クロード・P・フォルティエ（サクソフォン）。 第12回世界サクソフォーン会議、モントリオール、2000年7月。
- カミグルクのイヌクシュート　Kamigluk's Inukshuit。2000年。 フルート、マリンバ。 初演: アニック・レサール（フルート）、マリオ・ボイバン（マリンバ）。 ミュージック・シェ・ヌー、ビショップ大学、シャーブルック、ケベック、2001年11月。
- 不確実性　Incertitude。 1999年。 アルト・サクソフォーン、ピアノ。 レゾリュート・ミュージック・パブリケーションズ。 初演: レミ・メナード（サクソフォン）、マーク・ジョイヤル（ピアノ）。ラヴァル大学、ケベック市、2000年3月。
- 21の写真　Les photographies du 21。 1999年。 アルト・サクソフォーン。 初演: レミ・メナード（サクソフォン）。カルガリー大学、2000年2月。
- シリーズB（Bフィルム）Série B (B Film)。1999年。 アルトサクソフォーン。 学生作品。 レゾリュート音楽出版。
- ドラムを叩く　Tambour battant (Beat the Drum)。 1999年。 アルトサクソフォン。 学生作品。 レゾリュート音楽出版。
- 唇から指先までDu bout des lèvre au bout des doigts。 1999年。 アルトサクソフォン。 学生作品。
- 三つの季節　Mitsu no kisetsu。 1998年。 アルト声楽、バリトンサックスのためのバージョン。 ジョベール版、ピエール・ド・リュンヌ集。 初演: アニー・トレンブレー（ソプラノ）、アンドレ・ルルー（サクソフォン）。チャペル・ヒストリック・デュ・ボン・パストゥール、モントリオール、2001年2月。
- 三つの季節　Mitsu no kisetsu。 1998年。 バリトン声楽、コントラバスーン。 初演: ポール・ロウ（バリトン）、モニカ・フッチ（コントラファゴット）。国際ダブルリード協会会議、マディソン、ウィスコンシン州、1999年8月。
- 広島 Hiroshima。1998。 ピアノ。 エditions Doberman-Ypann。 原題：Hiroshima mon amour。 初演: 廣田祥子（ピアノ）。 イン・パフォーマンス・シリーズ、サスカチュワン大学、サスカトゥーン、2002年2月。
- オラン Oran。 1998年。 アルトサクソフォーン、ピアノ。 レゾリュート・ミュージック・パブリケーションズ。 初演: ジャン＝フランソワ・グアイ（サックス）、廣田祥子（ピアノ）。1999年11月、モントリオール、ヴァンサン・ダンディ音楽院。
- ブラックホールTrou noir。 1996年。 バリトンサクソフォーン、ピアノ。 初演: クロード・P・フォルティエ（サクソフォン）、ルイーズ・アンドレ・バリル（ピアノ）。チャペル・ヒストリック・デュ・ボン・パストゥール、モントリオール、2000年3月。
- 忘れ去られた孤独　Solitude oubliée。1995年。 テナーサクソフォン。 エディシオン・ドーベルマン-イッパン。 初演: ジャン＝フランソワ・グアイ、サクソフォン。1995年11月、モントリオール、モンロワイヤル文化会館。
- 孤独の眼差し　Les yeux de la solitude。 1987年。 アルト・サクソフォーン、パーカッション。 初演: ダニエル・ゴーティエ（サックス）、フランソワ・ゴーティエ（パーカッション）。ソシエテ・デ・コンサート・オルタナティヴ・デュ・ケベック、モントリオール、1988年2月。[31]
- ウラアーク　Ullaaq。1984年、2016年改訂。オルガン。

### 室内アンサンブル
- シングルからダブルヘDu simple au double。 2022年。 オーボエ、アルトサクソフォン、B♭クラリネット、バスクラリネット、ファゴット。 ２対１　À deux contre un。2020年。 フルート、アルトサクソフォン、ピアノ。
- 雨上がりAprès la pluie。2019年。 ヴァイオリン（2）、ピアノ。 短い回答A Short Answer。2019年。 アルトサクソフォン、チェロ、ピアノ オーバータイム Overtime。2019年。 トロンボーン（4）。 対位法。。。ロバート・アルトマンへのトリビュートContrepoint...hommage à Robert Altman。2016年。 Version C。 フルート、ソプラノ・サックス、クラリネット、バリトン・サックス。
- 対位法。。。ロバート・アルトマンへのトリビュートContrepoint...hommage à Robert Altman。 2016年。Bバージョン。フルート、ソプラノサクソフォーン、クラリネット、ファゴット
- 対位法。。ロバート・アルトマンへのトリビュートContrepoint…hommage à Robert Altman。2016年。 バージョンA。 フルート、オーボエ、クラリネット、ファゴット。初演。イウォナ・グリンカ（フルート）、グダンスク・リード・トリオ。クウィジン・ミュージック・スプリング国際フェスティバル（ポーランド、クウィジン）、2018年6月。
- 海辺のゆっくりとした渦巻き（オマージュ・ア・マーク・ロスコ）Slow Swirl at the Edge of the Sea (hommage à Mark Rothko)。2015年。 ヴァイオリン、アルトサクソフォン、ピアノ。ノート・アン・ブル・エディションズ。プルミエール。トリオ・エンプリメント。Escales transatlantiques、パリ、2015年10月。
- 数切れの時間Quelques tranches de temps。2014年。 Version B。 Flute、 soprano saxophone、 clarinet。フルート、ソプラノ・サックス、クラリネット。Note en Bulle Éditions。 プルミエ。インターナショナル・カウンターポイント。コルトーナ・セッション・フォー・ニューミュージック、コルトーナ、トスカーナ、イタリア、2017年7月。
- 風の神Éole。 2014年。 Version B。 Saxophones (3) (soprano、 alto、 tenor)。 ノート・アン・ブルÉditions。
- 破片／変身Fragments/Metamorphosis。2014年。 Version B。 Saxophones (3) (soprano、 alto、 baritone)（ヴァージョンB）。
- 奇跡の道Chemin du miracle。2013年。 ソプラノ声、クラリネット、ヴァイオリン。初演: モーション・アンサンブル。 5ペニー・ニューミュージック・コンサート、サドバリー、2014年1月[32]
- 都会の流入Urban Influx（Afflux urbain）。2013. サクソフォン（4）（ソプラノ、アルト、テナー、バリトン）。エディション・ドーベルマン・イッパン。初演： プロテウス・カルテット(Proteus Quartet). 北米サクソフォン連盟ビエンナーレ会議、イリノイ大学アーバナ・シャンペイン、2014年3月。
- 垂直(バーネット・ニューマンへのオマージュ)Verticales (hommage à Barnett Newman)。2011年-12年。 サクソフォーン（4）（ソプラノ、アルト、テナー、バリトン）。レゾリュート・ミュージック・パブリケーションズ。 初演: アヌビス・カルテット。 5ペニー・ニューミュージック・コンサート、サドバリー、2012年4月。
- 空間コンセプト（ルシオ・フォンタナへのオマージュ）Concetto Spaziale (hommage à Lucio Fontana) 2011年-12年。 アルトサクソフォーン（3）。 レゾリュート・ミュージック・パブリケーションズ。 初演: エコー・ローグ・サクソフォーン・トリオ。 第16回世界サクソフォーン会議、セント・アンドリュース、スコットランド、2012年7月。
- 中間ラインLigne(s) médiane(s)。 2011年。 バージョンB。 サクソフォーン（4）（ソプラノ、アルト（2）、バリトン）。 初演: サイアム・サクソフォーン・カルテット。 第16回世界サクソフォーン大会、セント・アンドリュース、スコットランド、2012年7月。
- 不透明なエリアZones d'ombre。 2011年。 ソプラノサクソフォン、フルート、パーカッション、ピアノ。 初演: アンサンブル・プロキシマ・ケンタウリ。 Opus 12。3、Les Universaux、Centre culturel Rocher de Palme、ボルドー、フランス、2012年5月。
- 内面（ベルナール・エモンへのトリビュート）Territoires intérieurs (hommage à Bernard Émond)。 2010年。 弦楽四重奏（ヴァイオリン(2)、ヴィオラ、チェロ）、ピアノ。 初演: シルバーバーチ弦楽四重奏団（クリスチャン・ロビンソン、ジェフ・マッカスランド、ヴィオラ、ジェーン・ラッセル、チェロ）、廣田祥子（ピアノ）。2011年3月 ロルストンで金曜日の夕べ、バンフ芸術センター、アルバータ州バンフ。
- １分歩きTrotte-minute, nos. 1-2。2010年。 サクソフォーン（3）（ソプラニーノ、アルト、バス）。 初演: アヌビス・カルテット。 ニコルズコンサートホール、シカゴ音楽院、シカゴ、イリノイ州、2010年11月。
- 待機On Call。2010年。 トランペット（3）。 初演: アンサンブル・ドゥ・キュイヴル。 ラヴァル大学、サル・アンリ＝ギャニオン、ケベック市、2010年11月。
- 中間ラインLigne(s) médiane(s)。2009. アルトサクソフォン、クラリネット、オーボエ、ファゴット. 初演： ノイズ・トゥ・シグナル・アンサンブル. ボウリング・グリーン州立大学、ブライアン・リサイタル・ホール、ボウリング・グリーン、オハイオ州、2017年3月。
- 風の神Éole。 2008年。 クラリネット（3）。ノート・アン・ブルÉditions。初演。トリオ・エオール。 オーディトリアム・ダルマ、アルマ、ケベック州、2008年10月。
- 黄、赤、青…ワシリー・カンディンスキーへのオマージュGelb, Rot, Blau...hommage à Wassily Kandinsky。 2008年。 ソプラノサクソフォーン、アルトサクソフォーン、ピアノ。レゾリュート・ミュージック・パブリケーションズ。 初演: ケネス・ツェー（ソプラノ・サクソフォン）、ジャン＝ミシェル・グーリー（アルト・サクソフォン）、スー＝イェン・チェー（ピアノ）。第15回世界サクソフォーン大会、バンコク、タイ、2009年7月。
- 黄、赤、青…ワシリー・カンディンスキーへのオマージュGelb, Rot, Blau...hommage à Wassily Kandinsky。2008年。 ソプラノサクソフォン、クラリネット、ピアノ。 初演: ジェフリー・プライス（サクソフォン）、トレヴァー・ピットマン（クラリネット）、フィリップ・アダムソン（ピアノ）。ウィンザー・カナダ音楽祭2010年、2010年2月。
- 黄、赤、青...ワシリー・カンディンスキーへのオマージュGelb, Rot, Blau...hommage à Wassily Kandinsky。2008年。 クラリネット、オーボエ、ピアノ。 初演: ポーリーン・ファルジア（クラリネット）、エティエンヌ・ド・メディシス（オーボエ）、廣田祥子（ピアノ）。5ペニー・ニューミュージック・コンサート、サドバリー、2008年11月。
- 構造／景観。。。エリ・ボーンスタインへのオマージュStructure/Paysage...hommage à Eli Bornstein。2008年。 弦楽四重奏（ヴァイオリン（2）、ヴィオラ、チェロ）。 初演: モリナリ弦楽四重奏団。 2009年5月、モントリオール、チャペル・ヒストリカル・デュ・ボン・パストゥール。
- サックス(S)AXE(S)。2007年。 サクソフォン（4）（ソプラノ、アルト、テナー、チューバックス）。 初演: クワチュオール・ド・サクソフォーン・ザサックス。 Le Petit faucheux、 Festival Emergences、 Tours、 France、 2008年11月。
- 暗闇の中で…ラース・フォン・トリアーへのオマージュIn the dark...hommage à Lars von Trier。2006年。 ピアノトリオ（ヴァイオリン、チェロ、ピアノ）。 初演: クリスチャン・ロビンソン（ヴァイオリン）、アレクサンドラ・リー（チェロ）、廣田祥子（ピアノ）。5ペニー・ニューミュージック・コンサート、サドバリー、2007年2月。
- 破片／変身Fragments/Metamorphosis。2006年。 オーボエ、クラリネット、ファゴット。 初演: エストリア・トリオ。 ハスケル自由図書館とオペラハウス、スタンステッド、ケベック州、2006年5月。
- 並列音声Voix parallèles。 2004年。 テナーサックス、トロンボーンとピアノ。 初演: ジャン＝フランソワ・グアイ（サクソフォン）、ジェームズ・C・リーベンス（トロンボーン）、エレーヌ・デジャルダン（ピアノ）。 サル・アンリ＝ギャニオン ラヴァル大学、ケベック市、2005年3月。
- 様々な複数の形態Varius Multiplex Multiformis。 2004年。 金管五重奏（トランペット（2）、フレンチホルン、トロンボーン、チューバ）。 初演: 初演：ラヴァル大学の水車五重奏団。 ノートルダム・ド・ジャック・カルティエ教会、ケベック市、2006年11月。
- 変わりやすい空模様の明日Un ciel variable pour demain。2003年-2004年。 様々なサクソフォーン四重奏のための8つの簡単な曲。
- 秋と月の影Ombres d'automne et de lune。 2001年。 3つのサクソフォン（1人の演奏者）、フルート/ピッコロ、ピアノ、チェレスタ。 初演: クワチュオール・アポリネール。 2002年1月、フランス、トゥールーズ、レイヨンヌマン地方音楽院オーディトリアム。
- バミアンの影Shadows of Bamian。2001年-2002年。 サクソフォン（4）（ソプラノ（2）、テナー（2））。 初演: クアルテート・デ・サクソフォン・イタリカ。 第14回世界サクソフォーン会議、リュブリャナ、スロベニア、2006年7月。
- 数切れの時間Quelques tranches de temps。2000年-2001年。 フルート、オーボエ、クラリネット 初演: エストリア木管五重奏団。 ノヴァヴェント、ムジカ・ノヴァ。 2001年4月、ケベック州レノックスヴィル。
- 分裂Débâcle。 1998年。 木管五重奏（フルート、オーボエ、クラリネット、フレンチホルン、ファゴット）。 初演: エストリア木管五重奏団。 ムジカノーヴァ、レノックスヴィル、ケベック、1999年6月[33]
- 愛の流れ。。。ジョン・カサヴェテスへのトリビュートLove Streams...hommage à John Cassavetes。1997年。 チェロ、ピアノ。 初演: マーク・ルドフ（チェロ）、廣田祥子（ピアノ）。ハンティントン・コンサート・シリーズ、サドバリー、2001年1月。
- マニワキ Maniwaki。1997年。 テューバ、パーカッション。 初演: ダレル・ビューカート、 パーカッション、 ブレント・ロングスタッフ、 チューバ。 サスカチュワン大学、 サスカトゥーン、 1997年3月。
- サラエボ Sarajevo。1995年。 サクソフォーン（4）（ソプラノ、アルト、テナー、バリトン）。 エディシオン・ドーベルマン-イッパン。 初演。Quatuor de saxophones Nelligan（ネリガン サクソフォン四重奏団）。 カフェ・サラエボ、モントリオール、1996年1月。
- 現在のノスタルジー　La nostalgie du présent。 1994年。 金管五重奏（トランペット（2）、フレンチホルン、トロンボーン、チューバ）。 初演。ヴァルドスタ州立大学ブラス・クインテット。 ヴァルドスタ州立大学、ヴァルドスタ、ジョージア州、1998年11月。
- どう考えても。。。（クロード・ジュトラへのオマージュ）À tout prendre。。。hommage à Claude Jutra。 1995年。 ピアノ、ヴァイオリン、ヴィオラ、チェロ。 初演: ラヴァル大学トリコルデ、廣田祥子（ピアノ）。1996年4月、モントリオール、フロンテア文化会館。
- 通りすがりの人、強打してくださいVous ne faites que passer、 SVP frappez fort。 1992年。 サクソフォン（5）。 初演: モントリオール大学、モントリオール、1992年1月。
- 三枚続きの緋色の絵Triptyque écarlate。1991年。 3サックス（1人の演奏者）、ハープ、パーカッション。 初演: ダニエル・ゴーティエ（サクソフォン）、フランソワ・ゴーティエ（パーカッション）、ルシア・セリコナ（ハープ）。第10回モンディアル・デル・サッソフォーノ・フェスティバル、ペーザロ、イタリア、1992年9月。
- カルテットQuatuor。1991年。 打楽器(4)。 初演: モントリオール大学パーカッション・アンサンブル。 モントリオール大学、モントリオール、1991年1月。 放浪の旅。。。ヴィム・ヴェンダースへのトリビュートL’errance。。。hommage à Wim Wenders。 1990。 弦楽四重奏（ヴァイオリン（2）、ヴィオラ、チェロ）。 初演: クワチュオール・モレンシー。 1991年10月、モントリオール、ソシエテ・デ・コンサーツ・オルタナティヴ・デュ・ケベック。
- 夜の高潮Haut lieu de la nuit。1985年、2021年改訂。バリトン、ピアノ、打楽器のための、リュシアン・フランクールのテキストによる歌曲集。初演。ゲータン・ラベ（バリトン）、リュック・ロベルジュ（ピアノ）、フランソワ・ポトヴァン（パーカッション）。ケベック音楽協会、ラヴァル大学、サル・アンリ＝ギャニオン、1985年2月。
- カルテット、第2番　Quatuor, no 2。1985年、1994年改訂。ヴァイブラフォン/マリンバ、サクソフォン(4)

### 指揮者との室内アンサンブル
- 折り目と色（シモン・ハンタイへのオマージュ）Falten und Farben (hommage an Simon Hantaï)。2021年。 サクソフォーン（10）（ソプラノ（2）、アルト（3）、テナー（3）、バリトン（2））。Note en Bulle Éditions。 初演: チューリッヒ・サクソフォーン・コレクティヴ、ラース・ムレクーシュ、ディレクター。 チューリッヒ・サックスフェスト2022年（2022年4月、スイス、チューリッヒ、ヨハネス・キルヒェ）。
- ジャズ…アンリ・マチスへのオマージュJazz…hommage à Henri Matisse。2015年-16年。 テナーサックス（ソリスト）、フルート、クラリネット、ヴァイオリン、チェロ、ハープ。初演。ジェレミー・ブラウン（サックス）、ウェンディ・フリーマン（指揮）。ザ・ソノラス・サクソフォン、ロッツァ・センター、エックハルト・グラマッテ・ホール、カルガリー大学、2016年10月。
- 4色プロセス（ハンス・ハルトゥングへのオマージュ）Quadrichromie (hommage à Hans Hartung)。 2012年。 アルト・サクソフォン（ソロ）、サクソフォンアンサンブル（ソプラノ（2）、アルト（3）、テナー（3）、バリトン（2））パーカッション（2）。 初演。ショーン・パタヤニコーン（サクソフォン）、ノースウェスタン・サクソフォーン・アンサンブル、フレデリック・ヘムケ（指揮）。2012年6月、イリノイ州エバンストンのレーゲンシュタイン・リサイタル・ホール。
- 時間の推移Temps de passage。2010。 アルト／ソプラノ・サックス、B♭クラリネット／バス・クラリネット、フルート、サクソフォン（3）（ソプラノ、テナー、バリトン）。 初演。シャガールパック・アンサンブル、デニス・シェーファー（指揮）。 トワイライトファイナルコンサート、ボストン、マサチューセッツ州、2011年3月。
- 時間の推移Temps de passage。2010年。 アルト/ソプラノサックス、B♭クラリネット/バスクラリネット、フルート、オーボエ、テナーサックス、バリトンサックス。
- メタスキーマ。。。エリオ・オイティチカへのトリビュートMetaesquema...hommage à Hélio Oiticica。2009年。 フルート（3）、クラリネット（3）、ソプラノサクソフォーン、バリトンサクソフォーン。 初演: アンサンブル・ル・バルコン、マキシム・パスカル、ディレクター。 2010年5月、フランス、パリ、エグリゼ・サン・メリ。
- 亡国への誘惑Tentation d'exil。 2007年-2008年。 サクソフォン（12）（ソプラニーノ、ソプラノ（2）、アルト（3）、テナー（3）、バリトン（2）、バス）。 初演。トロント大学サクソフォーン・アンサンブル、グレゴリー・オー、監督。2011年3月、ミュージック・ギャラリー（トロント）にて、New Music、 New Generation。
- チェックポイント　Checkpoints。 2007年。 金管アンサンブル（トランペット（4）、ホルン（2）、トロンボーン（2）、バストロンボーン、ユーフォニアム、チューバ）、パーカッション（2）。 初演。ラヴァル大学クイヴル・アンサンブル、ジェームス・C・リーベンス、ディレクター 2007年12月、ケベック市、ラヴァル大学、サル・アンリ＝ギャニオン。
- 一連の場面Plans-séquences。2006年。 フルート、クラリネット、ヴァイオリン、チェロ、ピアノ、パーカッション。 初演: ウィンザー大学ニューミュージック・アンサンブル、 ジョン・モリス・ラッセル、 指揮。 ウィンザー・カナディアン・ミュージック・フェスティバル 2010年、 2010年2月。
- カリグラム Calligramme。2004年。 サクソフォン（6）（ソプラノ、アルト（2）、テナー（2）、バリトン）。 レゾリュート・ミュージック・パブリケーションズ。 初演: 初演：ブローニュ・ビヤンクール国立高等音楽院サクソフォンアンサンブル、ジャン＝ミシェル・グーリー（指揮）。2005年3月、フランス、パリのメゾン・デュ・カナダ。
- 時間の推移Temps de passage。 2002年。 フルート、オーボエ、B♭クラリネット/バスクラリネット、アルト/ソプラノサックス、ホルン、ファゴット。 初演: エストリア木管五重奏団、 ジャック・デジャルダン、 指揮。 ムジカノーヴァ、シェルブルック、ケベック、2003年3月。
- 小倉山荘 Ogura sanso。1999年。 ソプラノ（声）、フルート、クラリネット、ヴァイオリン、チェロ、パーカッション。
- 悪への渇き。。。オーソン・ウェルズへのトリビュートLa soif du mal...hommage à Orson Welles。 1994年。 マリンバ、パーカッション（4）。 初演: 初演: マイケル・バーナー（マリンバ）; テキサス大学打楽器アンサンブル; フィリップ・クレメンツ（指揮）。 1998年2月、テキサス州アーリントン。
- 贖罪。。。マーティン・スコセッシへのトリビュートLa rédemption...hommage à Martin Scorsese。1994年。 サクソフォン（4）、パーカッション（2）。 初演: ボーリング・グリーン州立大学現代音楽アンサンブル、ミケル・キューン（指揮）。 1999年11月、オハイオ州ボーリング・グリーン。
- 緑の部屋。。。フランソワ・トリュフォーへのトリビュートLa chambre verte...hommage à François Truffaut。 1992年。 フルート、オーボエ、クラリネット、ファゴット、ピアノ、パーカッション（2）。 初演: アンサンブル・クラヴィヴァン、サル・クロード・シャンパーニュ、モントリオール大学、1993年4月。
- 漠然とした眩暈Vagues vertiges。 1989年。 「サクソフォン四重奏、パーカッション、サクソフォンアンサンブル（ソプラニーノ、ソプラノ、アルト（2）、テナー（2）、バリトン、バス）。 初演。ボルドー国際サックスアンサンブル、ジャン＝マリー・ロンデワ（指揮）。150 Jahre Saxophon、 Dr。 Hoch's Conservatorium、 Frankfurt am Main、 Germany、 1990年3月。

### 室内オーケストラ
- あちらこちらIci et là。2013年-14年。 室内弦楽オーケストラ。初演。アンサンブル・アルケア、ディナ・ギルバート（指揮）。チャペル・ヒストリック・デュ・ボン・パストゥール、モントリオール、2018年4月。
- 人が住む距離Une distance habitée。 2009年。 室内オーケストラ（15楽器）。初演。グレン・グールド・スクールのニューミュージック・アンサンブル、ブライアン・カレント（指揮）。2009年12月、トロント王立音楽院、マゾレニ・ホール。
- 静謐な海　III Mare Tranquilitatis III。 2007年。 室内オーケストラ（14楽器）。 初演: ルクセンブルク・シンフォニエッタ、マルセル・ウェングラー（指揮）。2007年10月、ルクセンブルク、プルリエル芸術センター。
- 弦楽器、スーパーストリングスCordes、 supercordes。 2004年/改訂版2010年。 ピパ、室内弦楽オーケストラ。
- 静謐な海　II Mare Tranquilitatis II。 2004年。 室内オーケストラ（14楽器）。
- 静謐な海 Mare Tranquilitatis。 2003年。 室内オーケストラ（16楽器）。
- 死と。。。Dead and...。2003年。 室内オーケストラ（16楽器）。
- 宇宙神Feuille d'univers。1996年。 室内弦楽オーケストラ。 初演: バンクーバー交響楽団、エヴァン・ミッチェル（指揮）。 2008年4月、ラウンドハウス・コミュニティ・アート・アンド・レクリエーションセンター（バンクーバー）。
- コンサートホールの為の音楽　Konzertzimmermusik。1992年。 ソプラノ・サックス、打楽器（3）、室内オーケストラ（18楽器）。 初演: マリー＝シャンタル・ルクレール（ソプラノ・サックス）、マーク・デイヴィッド（指揮）。モントリオール大学現代音楽ワークショップ、モントリオール大学、モントリオール、1993年4月。

### オーケストラ
- 旅Mouvance。2010年-2011年。 オーケストラ。 そして、闇の扉が閉ざされるEt une porte d'ombre se referme。 2008年-2009年。 ヴァイオリン、 オーケストラ。 初演: クリスチャン・ロビンソン（ヴァイオリン）; サドバリー交響楽団; ヴィクター・サワ（指揮）。 2010年3月、サドバリー。
- 刹那の鏡Le mirroir d'un moment。2006年-2007年。 オーケストラ。
- アペルドオルム、オランダApeldoorm, Nederland。 2005年-2006年。 ウィンドアンサンブル。 初演。東京佼成ウィンドオーケストラ、樺山恵子（指揮）。2006年8月、普門館ホール、東京[34]
- 鳥の霜Oiseau de givre。2005年。 ピアノ、オーケストラ。 初演。廣田祥子（ピアノ）、サドバリー交響楽団、ヴィクター・サワ（指揮）。2006年2月、サドバリー。
- ラマラRamallah。2002年。 アルト・サクソフォーン、ウィンド・アンサンブル。 初演: ジャン＝フランソワ・グアイ（サクソフォン）；アンサンブル・ヴァン・エ・パーカッション・ド・ケベック；ルネ・ジョリー（指揮）。2002年11月、ケベック市。
- そよ風から波へDe brises en ressac。 1999年、2006年改訂。 小オーケストラのためのバージョン。 初演: ポーランド放送交響楽団（Polska Orkiestra Radiowa）、ジャッカ・ロガリ（Jacka Rogali、 conductor。 ヴィトルド・ルトスワフスキ・コンサートスタジオ（ポーランド放送）、ワルシャワ、2006年6月[35]
- そよ風から波へDe brises en ressac。 1999年。 オーケストラ。
- サラエボII Sarajevo II。 1998年。 アルトサクソフォン、トランペット、大オーケストラ。 初演: ラヴァル交響楽団、ルイ・ラヴィジュール（指揮）。 2000年7月、モントリオール、ケベック大学、サル・ピエール・メルキュール。
- オン・ザ・ロード On the Road。1993年/2009年改訂版。”空間化された “オーケストラ。 初演: リッチョッティ・アンサンブル、レオン・バレンデーズ（指揮）。 Ricciotti Zommertoernee（1993年夏、オランダで13回のコンサート）。
- 動かぬ逃げ場La fuite immobile。 1988年。 オーケストラ。

## CDとオーディオファイル
以下のリストは、作品名、録音年、CD名（該当する場合）、形容説明（オーディオディスク（コンパクトディスク）またはオーディオファイル（オンライントラック（複数可））、プロデューサーとカタログ番号、演奏者（複数可）ごとに並べられています。ルメイの音楽の一部は、SoundCloud、YouTube、Presto Music、Apple Music、Spotify、Amazon Music、その他のストリーミングやダウンロードのプラットフォームでも聴くことができます。
- 平衡点、共有されたビジョン、プレイオフ、競り合いPoint d'équilibre; Shared Visions; Play-off; Au coude-à-coude. 2023. アルバム： Lignum et Spiritus.1オーディオディスク。Centrediscs： CMCCT 12323. スティーヴン・タム（フルート）、廣田陽子（ピアノ）（第1作）、アンソニー・トンプソン（クラリネット）、廣田陽子（ピアノ）（第2作）、ロン・コーエン・マン（オーボエ）、廣田陽子（ピアノ）（第3作）、ケヴィン・ハリス（バスーン）、廣田陽子（ピアノ）（第4作）[36]
- 独白Soliloques。2022年。 1つのオーディオファイル。Centretracks。CMCCT 12222。  ステファン・ソルデ、サクソフォン。
- 5つの練習曲5 Études pour saxophone。 2021年。 1オーディオファイル。 Centretracks: CMCCT 621。 ジャン＝フランソワ・グアイ（サクソフォン）。
- 恐怖のダンス　ポール・クレーへのトリビュート、6 ウシェブティスTanze vor Angst (hommage à Paul Klee); 6 Ushebtis。 2009年、2020年リマスター。アルバム Small is Beautiful: Miniature Piano Pieces for Piano。オーディオディスク1枚。フェニックス・クラシカル。PHC 95252 (2009); Novana Records: NV6294（2020年）。廣田祥子（ピアノ）。
- ポメス Pommes。2019。 1音声ファイル。Centretracks: CMCCT 11218。ライアン・スコット（パーカッション）
- 黒い破片Fragments noirs。2017年。 1つのオーディオファイル。Centretracks: CMCCT 10817。 ステレオスコープ・サクソフォン・デュオ[37]（Stereoscope Saxophone Duo）。
- 都会の流入Urban Influx。2015年。 アルバム: ISCMカナダ部門-2015年選曲作品。1枚のオーディオディスク。カナダ・リーグ・オブ・コンポーザーズ。プロテウス・カルテット。
- デュース　Deuce。 2015年。 アルバム: Diálogos。 オーディオディスク1枚。FonoSax: FonoSax001。デュオ・リスス
- オラン　Oran。 2014年。 アルバム: Metropolis。1オーディオディスク。Ravello Records: RR7889。アレン・ハリントン（サックス）、ローラ・ローウェン（ピアノ）。
- 放浪の旅。。。ヴィム・ヴェンダースへのトリビュート、構造／景観。。。エリ・ボーンスタインへのオマージュ、内面（ベルナール・エモンへのトリビュート）L'errance。。。hommage à Wim Wenders; Structure/Paysage。。。hommage à Eli Bornstein; Territoires intérieurs (hommage à Bernard Émond)。2013年。 アルバム： L'errance。。。。 オーディオディスク1枚。Centrediscs: CMCCD 19513。シルバーバーチ弦楽四重奏団。廣田祥子（ピアノ）「Territoires intérieurs (hommage à Bernard Émond)」。
- サラエボ　Sarajevo。2013年。 アルバム: Consonances modernes。 オーディオディスク1枚。Oratorio: ORCD 4116。ネリガン・サキソフォーン四重奏団。
- 広島Hiroshima mon amour  。 2013年。 アルバム: Voces Borealis。 1オーディオディスク。Centrediscs: CMCCD 18713。廣田洋子（ピアノ）。
- アスバカッチン　Asubakatchin。2013年。 アルバム: Umbra Septentrionis 。オーディオディスク1枚。Centrediscs: CMCCD 23417。廣田祥子（ピアノ）。
- デュースDeuce。2012年。 アルバム: Le Plus Vite Possible。 1オーディオディスク。ジェフリー・E・ヴィッカー／SaxViker Music。ジェフリー・ヴィッカー、ダン・ゲロック（サクソフォーン）
- 破片／変身Fragments/Metamorphosis 。2011年。アルバム：Land of Living Skies。 オーディオディスク1枚。Centrediscs: CMCCD 16811。エストリア木管五重奏団のメンバー。
- 静謐な海　III Mare tranquilitatis III。 アルバム：CD 国際作曲賞2007年、ワールド・プレミア・レコーディングス。エディションLGNM 407。ルクセンブルグ・シンフォニエッタ、マルセル・ウェングラー（指揮）。
- モーテルスイート（バージョンB）Motel Suite (Version B)。2009年。 アルバム：Crack。 オーディオディスク1枚。 Erol Records: 7037。デュオ・ゼファー。
- 分裂Débâcle。2004年。アルバム：Le Quintette à vents Estria。2004年。オーディオディスク1枚。Atma Classique: ACD2 2357。エストリア木管五重奏団[36]
- 漠然とした眩暈Vagues vertiges。 2003年。 アルバム：Musique à l'Université Laval, vol. VI。オーディオディスク1枚。 Société nouvelle d'enregistrement: SNE 603。 クワツア・ド・サクソフォーン・ネリガン、セルジュ・ラフランメ（パーカッション）、アンサンブル・ドメーヌ・フォルジェ、ジャン＝マリー・ロンデア（指揮）。
- 5つの練習曲5 Études pour saxophone。2003年。 アルバム：New School。 音声ディスク1枚。Fidelio (4): FACD009。ジャン＝フランソワ・グアイ（サクソフォン）。
- 秋と月の夜明け Ombres d'automne et de lune。2002年。 アルバム：Salom Tours、2000年-2001年。オーディオディスク1枚。 Erol Records: 7030。 アポリネール四重奏団。
- 不確実性Incertitude。2000年。 アルバム：Nouvelle musique pour saxophone et piano。Société nouvelle d'enregistrement: SNE 651。 レミ・メナール（サックス）、マルク・ジョイヤル（ピアノ）[38]
- 悪への渇き。。。オーソン・ウェルズへのトリビュート　La soif du mal...Hommage à Orson Welles。1997年。 アルバム：Percumania。オーディオディスク1枚。モントリオール大学音楽学部：UMMUS-UMM 107。 Actuellesシリーズ。打楽器：ダニエル・フォルタン、ジャン＝エリック・フレネット、ヨハンヌ・ラトレイユ、ジュリアン・グレゴワール、マリオ・ヴァンディッティ、指揮：ロベール・ルルー。

### 書誌情報
Bertocchi、 Serge。 “Entretien avec Robert Lemay。” （ロベール・ルメイとの対話）。Saxophonèmes、 2007。
Danard、 Rebecca J。 "Key Sounds: Robert Lemay's 'Clap'." In: Études in Performing Extended Techniques: Twelve Newly-Commissioned Canadian Works for Solo Clarinet, 77-91. （拡張奏法におけるエチュード: ソロ・クラリネットのための12曲のカナダ新公委嘱作品）。 DMA 論文、シンシナティ大学音楽院、2011 年。
Durst、 Aaron M。 “A Descriptive Catalog of the Saxophone Compositions of Robert Lemay” （ロバート・ルメイのサクソフォン作品の記述的カタログ）。 「ジョージア大学、 博士課程 2008 年
Guay、 Jean-François。 "Robert Lemay, Four Pedagogical Pieces for Alto Saxophone."  （ロベール・ルメイ、アルト・サクソフォンのための4つの教育的小品）。 Saxophone Symposium 25 (2000): 71-72。
廣田祥子。 6 Ushebtis （6つのウシェブティス)。カナディアン・ミュージック・センター。2020年1月19日撮影、カナディアン・ミュージック・センター、トロント、ビデオ。
ルメイ、ロベール。"Forme et mouvement dans Solitude oubliée et Sarajevo” （Solitude oubliéeとSarajevoにおけるフォルムとムーヴメント）。 Actes de la Journée Sciences et Savoirs 12 (2006): 9-13。
Mahaffey、 Matthew Ray。 “A Performance Guide to Robert Lemay's Ariana、 Kaboul for Alto Saxophone and Film” （演奏ガイド　ロバート・ルメイのアルト・サクソフォーンと映画のための「アリアナ、カブール」）。 “ DMA 論文、 アイオワ大学、 2018。
"Robert Lemay, compositeur." Interview by Rachel Desaulniers（ “ロベール・ルメイ、作曲家” インタビュー：レイチェル・デゾルニエ）。TFO、2014年、テレビ。